# Поляни (зупинний пункт)
Поля́ни — пасажирський залізничний зупинний пункт Козятинської дирекції Південно-Західної залізниці розташований на двоколійній електрифікованій змінним струмом лінії Шепетівка — Бердичів.
Розташований біля села Поляна Шепетівського району Хмельницької області між станціями Хролин (9 км) та Полонне (10 км).
Лінія, на якій розташовано платформа, відкрита у серпні 1873 р. як складова залізниці Бердичів — Ковель.
Сучасного вигляду платформа набула після 1964 року, коли було електрифіковано лінію Фастів I — Здолбунів. На зупинному пункті зупиняються приміські поїзди Козятин — Шепетівка — Козятин та регіональний поїзд на Київ і з Києва.